# Acacia pritzeliana
Acacia pritzeliana är en ärtväxtart som beskrevs av Charles Austin Gardner. Acacia pritzeliana ingår i släktet akacior, och familjen ärtväxter. Inga underarter finns listade i Catalogue of Life.